# Wolfisberg
Wolfisberg est une ancienne commune suisse du canton de Berne, située dans l'arrondissement administratif de Haute-Argovie.

## Histoire
Sous l'Ancien régime, la commune faisait partie du bailliage de Bipp.